# أمراء ويلز
يُمنح لقب أمير ويلز تقليديًا إلى الوريث الفعلي للعرش الإنجليزي سابقًا، المملكة المتحدة لاحقًا. وقد نشأ هذا اللقب مع حكام ويلز في مملكة غوينيد، واعتمدوه منذ أواخر القرن الثاني عشر (وإن كان على نحوٍ غير متسق) لتأكيد تفوقهم على حكام ويلز الآخرين. منح إدوارد الأول، ملك إنجلترا، ابنه إدوارد الثاني هذا اللقب، للإشارة إلى انتهاء غزوه لويلز، في عام 1301، وبالنتجة بدأ تقليد منح اللقب لوريث العرش الفعلي حين يكون ابنًا للملك أو حفيدًا له. طالب زعيم التمرد الويلزي أوين غليندور بهذا اللقب لاحقًا، منذ عام 1400 وحتى عام 1415.
عيّن الملك تشارلز الثالث، ابنه ويليام أميرًا لويلز في 9 سبتمبر من عام 2022، في اليوم التالي لاعتلائه العرش، مع إصدار براءة تمليك رسمية في 13 فبراير من عام 2023. وقد أصبح هذا اللقب موضع جدل في ويلز.

## أمراء ويلز

### بدايةً وحتى عام 1283
إن أول استخدام معروف للقب «أمير ويلز» كان في ستينيات القرن الثاني عشر، استخدمه أواين غوينيد، حاكم مملكة غوينيد، في رسالةٍ إلى ملك فرنسا لويس السابع. كانت ويلز في القرن الثاني عشر عبارة عن خليط من اللوردات الأنجلو نورماندية والإمارات الويلزية الأصلية - لا سيما ديهاي بارث وبويز وغوينيد – التي كانت تتنافس فيما بينها على الهيمنة. ربما كان هدف أواين من استخدام اللقب في رسالته إلى لويس هو المطالبة بالتفوق على حكام ويلز الأصليين الآخرين. وبعد وفاة أواين في عام 1170، لم يُذكر أن حاكمًا آخر، باستثناء ريس آب غريفيد من ديهاي بارث، قد تبنى اللقب، حتى عام 1245. إذ استخدم ريس عدة ألقاب في وقتٍ واحدٍ أحيانًا ضمن ميثاقين منذ ثمانينيات القرن الثاني عشر، وأشير إليه باسم «أمير ويلز» أو «أمير الويلزيين». 
أُعيد إحياء اللقب في عام 1245 حين شرع دافيد أب ليويلين، حاكم غوينيد، في استخدامه خلال الأشهر الأخيرة من حكمه. وخلال السنوات الفاصلة، تبنى خلفاء أواين غوينيد في غوينيد، بما في ذلك دافيد، لقبي «أمير شمال ويلز» أو «أمير أبيرفراو وسيّد سنودون».
لكن في عهد شويلين أب غريفيد، ابن شقيق دافيد وخليفته في حكم غوينيد، استُخدم اللقب باستمرار على مدى فترة طويلة. فمنذ عام 1262 وحتى وفاته في عام 1282، لم يستخدم شويلين أي شكل آخر من اللقب باستثناء «أمير ويلز وسيّد سنودون». وكان ذلك مصحوبًا بأن جعل شويلين إمارة ويلز (التي تضم غوينيد وديهاي بارث وبويز وأجزاء من منطقة مارش الويلزية) واقعًا سياسيًّا. وحقق ذلك من خلال توسيع أراضيه الخاضعة لحكمه المباشر على نحو كبير وسط وجنوب ويلز، وتشجيع جميع حكام ويلز الأصليين الآخرين على تكريمه والاعتراف به كسيّد مع حلول عام 1263. بالإضافة إلى ذلك، طوّر شويلين هياكل حاكمة جعلت سلطته فعّالة في جميع أنحاء إمارة ويلز، بما في ذلك أراضي الحكام الويلزيين الذين كانوا يدينون له بالولاء. وقد اتسمت أهمية هذه التطورات باعتراف هنري الثالث ملك إنجلترا بلقب شويلين وسلطته في معاهدة مونتغمري لعام 1267. ولاحظ جينكين بيفرلي سميث، أن هذا اللقب بالذات «أَقرَّ على الفور بوضعٍ فريد في التاريخ السياسي الويلزي».
دُمرت إمارة شويلين نتيجة غزو إدوارد الأول لويلز بين عامي 1277 و1283، وقُتل شويلين خلال هذا الغزو في عام 1282. تبنى شقيقه دافيد اللقب بعد وفاته واستمر في المقاومة لعدة أشهر. لكنه هُزم وأُعدم في عام 1283 وضمَّ إدوارد الأول الإمارة بصورة نهائية إلى حكمه.

### المطالبون باللقب بعد فتح ويلز
حاول اثنان من المطالبين بلقب «أمير ويلز» في القرن الرابع عشر، إثبات مزاعمهما: أواين لاوجوش، سليل أمراء غوينيد، وأواين غليندور الذي كان من بين أسلافه الحكام السابقين لبويز وديهاي بارث. أعقبت محاولة أواين لاوجوش الفاشلة لغزو ويلز في عام 1372 تمرّد غليندور الأكثر خطورة الذي بدأ في عام 1400.
بدأ تمرد غليندور بإعلان أنصاره له أميرًا لويلز. ولم يتضح مدى أهمية ذلك في أهدافه الأولية، نظرًا لأن دافعه المباشر كان على ما يبدو أقرب إلى كونه مشكلة شخصية مع أحد اللوردات الإنجليز المجاورين. ومع حلول عام 1401، كان قد تخلى غليندور فعليًا عن مطالبه باللقب. لكن مع النجاحات العسكرية التي حققها التمرد في عامي 1402 و1403 ونمو دعمه في ويلز، بات غليندور أكثر طموحًا. فنصّب نفسه أميرًا لويلز في عام 1404، وأطلق خططًا لإنشاء مؤسسات الدولة لإمارةٍ جديدة. لكن هذه المرحلة كانت قصيرة الأجل. ومع حلول عام 1406، بدأ التمرد يفشل عسكريًا، ومنذ عام 1409، اضطر غليندور إلى استبدال العمليات العسكرية التي من شأنها توطيد نفوذ الأمير الحاكم، بعملياتٍ عسكرية لملاحقة الخارجين عن القانون. توفي غليندور في الخفاء، ربما نحو عام 1415.

## قائمة حاملين اللقب

### أمراء ويلز «لقب مستقل»
أيضا: أمراء غوينيد وأبرفراو، لورد سنودون
| الصورة | الأسم           | القرابة                       | الميلاد           | أصبح أمير ويلز                                                                                              | توقف عن استخدم                | الوفاة                        |
| ------ | --------------- | ----------------------------- | ----------------- | --- | ----------------------------- | ----------------------------- |
|        | دافيد أب لولين  | أبن لولين أب لورورث           | حوالي. أبريل 1212 | 11 أبريل 1240; استخدم اللقب منذ 1244                                                                        | 25 فبراير 1246                | 25 فبراير 1246                |
|        | لولين أب جروفيد | ربما أبن جروفيد أب لولين فاور | حوالي.1223        | خلف دافيد في 1246 كـ أمير غوينيد؛ استخدم اللقب "أمير ويلز" منذ 1258؛ اعترف به هنري الثالث في 29 سبتمبر 1267 | 11 ديسمبر 1282 قُتل في المعركة | 11 ديسمبر 1282 قُتل في المعركة |
|        | دافيد أب جروفيد | شقيق لولين أب جروفيد          | حوالي.1238        | 11 ديسمبر 1282                                                                                              | 3 أكتوبر 1283 أُعدم في شروزبري | 3 أكتوبر 1283 أُعدم في شروزبري |

### أمراء ويلز، لقب وريث مملكة إنجلترا ثم المملكة المتحدة
| الصورة | الأسم                                         | الوريث لـ        | الميلاد        | تولية منصب الولي العهد | أصبح أمير ويلز          | نهاية استخدام اللقب                                                         | الوفاة                        |
| ------ | --------------------------------------------- | ---------------- | -------------- | ---------------------- | ----------------------- | --------------------------------------------------------------------------- | ----------------------------- |
|        | إدوارد كارنرفون                               | إدوارد الأول     | 25 أبريل 1284  | 19 أغسطس 1284          | 7 فبراير 1301           | 7 يوليو 1307 اعتلى العرش باسم إدوارد الثاني                                 | 21 سبتمبر 1327                |
|        | إدوارد وودستوك                                | إدوارد الثالث    | 15 يونيو 1330  | 15 يونيو 1330          | 12 مايو 1343            | 8 يونيو 1376 متوفي                                                          | 8 يونيو 1376 متوفي            |
|        | ريتشارد بوردو                                 | إدوارد الثالث    | 6 يناير 1367   | 8 يونيو 1376           | 20 نوفمبر 1376          | 22 يونيو 1377 اعتلى العرش باسم ريتشارد الثاني                               | 14 فبراير 1400                |
|        | هنري مومانت                                   | هنري الرابع      | 16 نوفمبر 1387 | 30 سبتمبر 1399         | 15 أكتوبر 1399          | 21 مارس 1413 اعتلى العرش باسم هنري الخامس                                   | 31 أإسطس 1422                 |
|        | ريتشارد يورك                                  | هنري السادس      | 21 سبتمبر 1411 | 25 أكتوبر 1460         | 31 أكتوبر 1460          | 30 ديسمبر 1460 متوفي                                                        | 30 ديسمبر 1460 متوفي          |
|        | إدوارد وستمنستر                               | هنري السادس      | 13 أكتوبر 1453 | 15 مارس 1454           | 11 أبريل 1471 خُلع والده | 4 مايو 1471                                                                 | 4 مايو 1471                   |
|        | إدوارد يورك                                   | إدوارد الرابع    | 4 نوفمبر 1470  | 11 أبريل 1471          | 26 يونيو 1471           | 9 أبريل 1483 اعتلى العرش باسم إدوارد الخامس                                 | 1483?                         |
|        | إدوارد مديلهام                                | ريتشارد الثالث   | 1473           | 1483                   | 24 أغسطس 1483           | 31 مارس أو 9 أبريل 1484 متوفي                                               | 31 مارس أو 9 أبريل 1484 متوفي |
|        | آرثر تيودور                                   | هنري السابع      | 20 سبتمبر 1486 | 20 سبتمبر 1486         | 29 نوفمبر 1489          | 2 أبريل 1502 متوفي                                                          | 2 أبريل 1502 متوفي            |
|        | هنري تيودور                                   | هنري السابع      | 28 يونيو 1491  | 2 أبريل 1502           | 18 فبراير 1504          | 21 أبريل 1509 اعتلى العرش باسم هنري الثامن                                  | 28 يناير 1547                 |
|        | إدوارد تيودور                                 | هنري الثامن      | 12 أكتوبر 1537 | 12 أكتوبر 1537         | –                       | 28 يناير 1547 اعتلى العرش باسم إدوارد السادس                                | 6 يوليو 1553                  |
|        | هنري فريدريك ستيوارت                          | جيمس الأول       | 19 فبراير 1594 | 24 مارس 1603           | 4 يونيو 1610            | 6 نوفمبر 1612 متوفي                                                         | 6 نوفمبر 1612 متوفي           |
|        | تشارلز ستيوارت                                | جيمس الأول       | 19 نوفمبر 1600 | 6 نوفمبر 1612          | 4 نوفمبر 1616           | 27 مارس 1625 اعتلى العرش باسم تشارلز الأول                                  | 30 يناير 1649                 |
|        | تشارلز ستيوارت                                | تشارلز الأول     | 29 مايو 1630   | 29 مايو 1630           | أعلن حوالي. 1638–1641   | 30 يناير 1649 ألغي اللقب، أخيراً (1660) اعتلى العرش باسم تشارلز الثاني       | 6 فبراير 1685                 |
|        | جيمس فرانسيس إدوارد ستيوارت                   | جيمس الثاني      | 10 يونيو 1688  | 10 يونيو 1688          | حوالي. 4 يوليو 1688     | 11 ديسمبر 1688 خُلع الوالد                                                   | 1 يناير 1766                  |
|        | جورج أغسطس                                    | جورج الأول       | 10 نوفمبر 1683 | 1 أغسطس 1714           | 27 سبتمبر 1714          | 11 يونيو 1727 اعتلى العرش باسم جورج الثاني                                  | 25 أكتوبر 1760                |
|        | فريدريك لويس                                  | جورج الثاني      | 1 فبراير 1707  | 11 يونيو 1727          | 8 يناير 1729            | 31 مارس 1751 متوفي                                                          | 31 مارس 1751 متوفي            |
|        | جورج ويليام فريدريك                           | جورج الثاني      | 4 يونيو 1738   | 31 مارس 1751           | 20 أبريل 1751           | 25 أكتوبر 1760 اعتلى العرش باسم جورج الثالث                                 | 29 يناير 1820                 |
|        | جورج أغسطس فريدريك                            | جورج الثالث      | 12 أغسطس 1762  | 12 أغسطس 1762          | 19 أغسطس 1762           | 29 يناير 1820 اعتلى العرش باسم جورج الرابع                                  | 26 يونيو 1830                 |
|        | ألبرت إدوارد                                  | فيكتوريا         | 9 نوفمبر 1841  | 9 نوفمبر 1841          | 8 ديسمبر 1841           | 22 يناير 1901 اعتلى العرش باسم إدوارد السابع                                | 6 مايو 1910                   |
|        | جورج فريدريك إرنست ألبرت                      | إدوارد السابع    | 3 يونيو 1865   | 22 يناير 1901          | 9 نوفمبر 1901           | 6 مايو 1910 اعتلى العرش باسم جورج الخامس                                    | 20 يناير 1936                 |
|        | إدوارد ألبرت كريستيان جورج أندرو باتريك ديفيد | جورج الخامس      | 23 يونيو 1894  | 6 مايو 1910            | 23 يونيو 1911           | 20 يناير 1936 اعتلى العرش باسم إدوارد الثامن وفي وقت لاحق(1937) دوق ويندسور | 28 مايو 1972                  |
|        | تشارلز فيليب آرثر جورج                        | إليزابيث الثانية | 14 نوفمبر 1948 | 6 فبراير 1952          | 26 يوليو 1958           | 8 سبتمبر 2022 اعتلى العرش باسم تشارلز الثالث                                | -                             |
|        | ويليام آرثر فيليب لويس                        | تشارلز الثالث    | 21 يونيو 1982  | 8 سبتمبر 2022          | 9 سبتمبر 2022           | -                                                                           | -                             |